# Ruapukea
Ruapukea is een geslacht van weekdieren uit de klasse van de Gastropoda (slakken).

## Soorten
- Ruapukea allanae E. C. Smith, 1962
- Ruapukea carolus Dell, 1952